# Gran Premio del Belgio 1964
Il Gran Premio del Belgio 1964 fu la terza gara della stagione 1964 del Campionato mondiale di Formula 1, disputata il 14 giugno sul Circuito di Spa-Francorchamps.
La corsa vide la vittoria di Jim Clark su Lotus-Climax, seguito da Bruce McLaren su Cooper-Climax e da Jack Brabham su Brabham-Climax.

## Qualifiche
| Pos | N° | Pilota             | Costruttore         | Scuderia                    | Tempo  | Distacco |
| --- | -- | ------------------ | ------------------- | --------------------------- | ------ | -------- |
| 1   | 15 | Dan Gurney         | Brabham BT7-Climax  | Brabham Racing Organisation | 3:50.9 | -        |
| 2   | 1  | Graham Hill        | BRM P261            | Owen Racing Organisation    | 3:52.7 | +1.8     |
| 3   | 14 | Jack Brabham       | Brabham BT7-Climax  | Brabham Racing Organisation | 3:52.8 | +1.9     |
| 4   | 24 | Peter Arundell     | Lotus 25-Climax     | Team Lotus                  | 3:52.8 | +1.9     |
| 5   | 10 | John Surtees       | Ferrari 158         | Scuderia Ferrari SpA SEFAC  | 3:55.2 | +4.3     |
| 6   | 23 | Jim Clark          | Lotus 25-Climax     | Team Lotus                  | 3:56.2 | +5.3     |
| 7   | 20 | Bruce McLaren      | Cooper T73-Climax   | Cooper Car Company          | 3:56.2 | +5.3     |
| 8   | 2  | Richie Ginther     | BRM P261            | Owen Racing Organisation    | 3:57.2 | +6.3     |
| 9   | 11 | Lorenzo Bandini    | Ferrari 158         | Scuderia Ferrari SpA SEFAC  | 3:58.8 | +7.9     |
| 10  | 29 | Peter Revson       | Lotus 24-BRM        | Reg Parnell Racing          | 3:59.9 | +9.0     |
| 11  | 27 | Chris Amon         | Lotus 25-BRM        | Reg Parnell Racing          | 4:00.1 | +9.2     |
| 12  | 4  | Trevor Taylor      | BRP 2-BRM           | British Racing Partnership  | 4:00.2 | +9.3     |
| 13  | 17 | Jo Siffert         | Brabham BT11-BRM    | Siffert Racing Team         | 4:02.7 | +11.8    |
| 14  | 16 | Jo Bonnier         | Brabham BT11-Climax | RRC Walker Racing Team      | 4:02.7 | +11.8    |
| 15  | 21 | Phil Hill          | Cooper T73-Climax   | Cooper Car Company          | 4:02.8 | +11.9    |
| 16  | 3  | Innes Ireland      | BRP 1-BRM           | British Racing Partnership  | 4:04.0 | +13.1    |
| 17  | 6  | Giancarlo Baghetti | BRM P57             | Scuderia Centro Sud         | 4:07.6 | +16.7    |
| 18  | 7  | Tony Maggs         | BRM P57             | Scuderia Centro Sud         | 4:07.8 | +16.9    |
| 19  | 18 | Bob Anderson       | Brabham BT11-Climax | DW Racing Enterprises       | 4:08.5 | +17.6    |
| 20  | 28 | André Pilette      | Scirocco 02-Climax  | Equipe Scirocco Belge       | 4:22.9 | +32.0    |

## Gara
La parte finale del Gran Premio fu ricca di colpi di scena. A due giri dalla fine Dan Gurney, in testa alla gara, deve rientrare ai box per rifornirsi ma viene fatto ripartire perché non c'è più benzina: si fermerà lungo il tracciato, ma venne comunque qualificato 6° per aver percorso più del 90% della gara. Passa quindi al comando Graham Hill, che a metà dell'ultimo giro si ferma per un guasto alla pompa della benzina: dovrà accontentarsi della quinta piazza. Quando mancano pochi chilometri alla conclusione al primo posto c'è McLaren, al quale però si rompe la cinghia dell’alternatore prima dell’ultima curva, il tornante La Source. Il rettilineo finale è in discesa e il neozelandese spera di passarlo anche a motore spento, ma viene superato di slancio a 100 metri dall’arrivo dalla Lotus di Jim Clark, che incredibilmente conquista il GP.
| Pos | N° | Pilota             | Costruttore         | Giri | Tempo/Causa Ritiro | Pos partenza | Punti |
| --- | -- | ------------------ | ------------------- | ---- | ------------------ | ------------ | ----- |
| 1   | 23 | Jim Clark          | Lotus 25-Climax     | 32   | 2:06:40.5          | 6            | 9     |
| 2   | 20 | Bruce McLaren      | Cooper T73-Climax   | 32   | + 3.4              | 7            | 6     |
| 3   | 14 | Jack Brabham       | Brabham BT7-Climax  | 32   | + 48.1             | 3            | 4     |
| 4   | 2  | Richie Ginther     | BRM P261            | 32   | + 1:58.6           | 8            | 3     |
| 5   | 1  | Graham Hill        | BRM P261            | 31   | Pompa benzina      | 2            | 2     |
| 6   | 15 | Dan Gurney         | Brabham BT7-Climax  | 31   | Senza benzina      | 1            | 1     |
| 7   | 4  | Trevor Taylor      | BRP 2-BRM           | 31   | + 1 giro           | 12           |       |
| 8   | 6  | Giancarlo Baghetti | BRM P57             | 31   | + 1 giro           | 17           |       |
| 9   | 24 | Peter Arundell     | Lotus 25-Climax     | 28   | Surriscaldamento   | 4            |       |
| 10  | 3  | Innes Ireland      | BRP 1-BRM           | 28   | + 4 giri           | 16           |       |
| SQ  | 29 | Peter Revson       | Lotus 24-BRM        | 28   | Squalificato       | 10           |       |
| Rit | 17 | Jo Siffert         | Brabham BT11-BRM    | 14   | Motore             | 13           |       |
| Rit | 21 | Phil Hill          | Cooper T73-Climax   | 13   | Motore             | 15           |       |
| Rit | 11 | Lorenzo Bandini    | Ferrari 158         | 12   | Motore             | 9            |       |
| Rit | 28 | André Pilette      | Scirocco 02-Climax  | 11   | Motore             | 20           |       |
| Rit | 16 | Jo Bonnier         | Brabham BT11-Climax | 8    | Indisposto         | 14           |       |
| Rit | 10 | John Surtees       | Ferrari 158         | 3    | Motore             | 5            |       |
| Rit | 27 | Chris Amon         | Lotus 25-BRM        | 3    | Motore             | 11           |       |
| DNS | 7  | Tony Maggs         | BRM P57             |      | Motore             | (18)         |       |
| DNS | 18 | Bob Anderson       | Brabham BT11-Climax |      | Accensione         | (19)         |       |

## Statistiche

### Piloti
- 12ª vittoria per Jim Clark
- 3ª e ultima pole position per Dan Gurney

### Costruttori
- 17° vittoria per la Lotus

### Motori
- 31ª vittoria per il motore Climax

### Giri al comando
- Dan Gurney (1-2, 3-29)
- John Surtees (3)
- Graham Hill (30-31)
- Jim Clark (32)

## Classifiche Mondiali

### Piloti
| Pos | Pilota         | Punti |
| --- | -------------- | ----- |
| 1   | Jim Clark      | 21    |
| 2   | Graham Hill    | 14    |
| 3   | Richie Ginther | 9     |
| 4   | Peter Arundell | 8     |
| 5   | Bruce McLaren  | 6     |
|     | John Surtees   | 6     |
| 7   | Jack Brabham   | 4     |
| 8   | Jo Bonnier     | 2     |
|     | Chris Amon     | 2     |
| 10  | Mike Hailwood  | 1     |
|     | Dan Gurney     | 1     |
|     | Bob Anderson   | 1     |

### Costruttori
| Pos | Team           | Punti |
| --- | -------------- | ----- |
| 1   | Lotus-Climax   | 22    |
| 2   | BRM            | 15    |
| 3   | Cooper-Climax  | 8     |
| 4   | Ferrari        | 6     |
| 5   | Brabham-Climax | 5     |
| 6   | Lotus-BRM      | 3     |